# Marca de referencia
El komejirushi (en japonés, 米印) es una marca de puntuación, que se utiliza en el idioma japonés y coreano (conocido como 参考表;참고표). El nombre komejirushi significa literalmente "símbolo de arroz" por su similitud con el kanji de arroz, 米.
Se utiliza para referirse a una frase importante para llamar la atención, como un prólogo o notas al pie. En contraste con el asterisco europeo, no se utiliza para indicar en el texto una nota al pie, sino para indicar que empieza una nota a continuación del texto.